# Oedina
Oedina, maleni biljni rod iz porodice ljepkovki smješten u podtribus Tapinanthinae, dio tribusa Lorantheae. Postoji 4 priznate vrste grmova koji rastu po Tanzaniji, Malaviju i Zanzibaru.

## Vrste
1. Oedina brevispicata Polhill & Wiens
2. Oedina congdoniana Polhill & Wiens
3. Oedina erecta Tiegh.
4. Oedina pendens (Engl. & K.Krause) Polhill & Wiens